# Attilio da Empoli
Attilio da Empoli (Reggio Calabria, 2 maggio 1904 – Napoli, 26 settembre 1948) è stato un economista italiano.

## Vita e carriera
Nasce a Reggio Calabria, e nella primavera del 1909 a causa del forte terremoto del 1908 (che distrugge tra l'altro tutti gli edifici scolastici della città) si trasferisce con la famiglia in un convitto a San Demetrio Corone dove frequenta le classi elementari e medie.
Per tre anni non può tornare a casa per le vacanze e nel maggio del 1910 muore il padre Antonio.
Ritornato a Reggio Calabria nell'ottobre 1917 si iscrive al liceo classico. Dopo la maturità nel novembre 1922 si iscrive a Messina, alla facoltà di Giurisprudenza, la sola che offrisse all'epoca lezioni di economia e finanza pubblica.
Tra il luglio ed il settembre 1925 pubblica il suo primo articolo scientifico in tre uscite "Teoria generale della traslazione delle imposte", sulla Rivista Internazionale di Scienze Sociali e Discipline Ausiliarie. Il suo primo libro invece è del giugno 1926 dal titolo "Teoria dell'incidenza delle imposte" recensito con favore da Achille Loria, Benvenuto Griziotti, Camillo Supino, Walther Lotz, Mauro Fagiani e Riccardo Bachi. Nel novembre 1926, laureatosi con lode in Giurisprudenza, pubblica il suo secondo libro "Riflessioni sull'Equilibrio Economico", recensito da Luigi Amoroso, e Shullern.
L'anno seguente ottiene la libera docenza in Finanza Publica, ma nel 1928 parte per un soggiorno a Londra per seguire dei corsi di lingua inglese.
Dall'1-2-1928 al 3-4-1929 svolge l'attività di direttore della Biblioteca Comunale di Reggio Calabria.
Inizia a questo punto la sua lunga carriera di economista:
- tra settembre e dicembre 1929, Rockefeller Foundation Fellow alla London School of Economics.
- gennaio 1930- dicembre 1931, Rockefeller Foundation Fellow alla Columbia University all'University of Chicago, e altri importanti centri di ricerca, come la University of California at Berkeley.
- dicembre 1931 pubblica il suo terzo libro "Theory of Economic Equilibrium", recensito da John Robinson e Alberto Breglia.
- dal 1932 al 1933 insegna Statistica all'Università di Messina.

dal 1933 al 1934 insegna Finanza Pubblica all'Università di Bari, pubblica il saggio "Costi Crescenti, Decrescenti e Costanti nello Studio degli Effetti Economici delle Imposte", recensito da Giuseppe Di Nardi e Renzo Fubini.
- nel marzo 1934 viene eletto deputato alla Camera dei Fasci e delle Corporazioni nella 29ª legislatura.
- tra l'ottobre 1935 ed il maggio 1936 si arruola come comandante di compagnia nella Guerra d'Etiopia, ottiene la medaglia di bronzo per la battaglia di Amba Aradam, e pubblica articoli brevi, tra cui "L'imposta generale e i suoi effetti economici".
- 1936-1942 è professore ordinario di Economia Politica e Finanza Publica all'Università di Bari, Finanza Pubblica ed Economia all'Università di Messina, Economia all'Università di Napoli, professore temporaneo per il periodo di guerra del corso di Economia all'Università di Roma, Facoltà di Scienze Politiche.
- 1939 viene nuovamente eletto deputato alla Camera dei Fasci e delle Corporazioni nella 30ª legislatura, e pubblica il volume "Lineamenti teorici dell'economia corporativa finanziaria" recensito da Ernesto D'Albergo ed Ezio Vanoni.
- nel 1941 si arruola come ufficiale dell'Esercito Italiano nella Campagna di Grecia, ottenendo la Croce al valor militare.
- 1943 Pubblica un lungo saggio dal titolo Studi sulla teoria del commercio internazionale, ed assieme ad altri ufficiali si oppone all'occupazione tedesca di Roma.
- nel 1944 è volontario nell'Esercito Italiano e si impegna nella liberazione dell'Italia, quindi viene proposto per il conferimento della Medaglia d'Argento per un'azione di combattimento vicino a Bologna.
- finita la guerra nel 1945 viene giudicato per il suo passato politico, dichiarato non passibile di sanzioni, diviene professore di Economia all'Università di Napoli, fino alla sua morte.
- tra il 1946 ed il 1948 pubblica il volume di "Lezioni di economia politica" e il primo volume di una nuova edizione di "Lezioni di Scienza Economica".

Morì a Napoli il 26 settembre 1948 a causa di un'appendicite acuta.
A Reggio Calabria era intitolata una scuola alla sua memoria, l'"istituto tecnico commerciale Da Empoli", divenuta Istituto tecnico economico "Piria-Ferraris-Da Empoli".
Attilio da Empoli è il nonno dello scrittore Giuliano da Empoli.